# Yepcalphis dilectissima
Yepcalphis dilectissima là một loài bướm đêm trong họ Noctuidae.